# 박소연 (피겨스케이팅 선수)
박소연(朴小宴, 1997년 10월 24일 ~ )은 대한민국의 전 피겨 스케이팅 선수이다. 소치에서 열린 2014 동계 올림픽 피겨 스케이팅 국가대표이다. 2008년부터 참가한 회장배 랭킹대회에서 7회 연속 우승이란 대기록(주니어 3회, 시니어 4회)을 세웠으며, 2015년 한국 종합 선수권 우승자이며 4번의 은메달을 획득했다. 시니어 무대에 데뷔해 4대륙 선수권, 2014 동계 올림픽 이후 생애 처음으로 출전하는 2014 세계 선수권에서 쇼트와 프리에서 자신의 공인 최고점을 연달아 경신하며 종합 9위에 올랐다. 세계 피겨 스케이팅 선수권 대회에서 10위 안에 든 선수는 김연아에 이어 박소연이 두 번째이며, ISU 공인 점수 역시 김연아에 이어 한국 선수로는 두 번째로 높은 기록이다. 2016 4대륙 선수권에선 김연아(2009,밴쿠버) 이후 최고기록, 김나영(2008,고양)의 4위 기록과 타이 기록을 세우면서 자신의 국제 대회 최고 순위를 끌어올렸다.

## 출신학교
- 단국대학교 천안캠퍼스 국제스포츠학과 (16학번)
- 신목고등학교
- 강일중학교
- 나주초등학교

## 기본정보
초등학교 1학년 때 광주에서 처음 피겨 스케이팅을 시작했다. 초등학교 3학년 때 본격적인 선수생활을 위해 훈련지를 서울로 옮겼으며, 6학년 때 최연소 국가대표로 선발되었다. 2011년부터 2014년까지 대한민국 피겨스케이팅 선수권 대회에서 4연속 은메달을 획득, 2008-2009 시즌부터 2014-2015 시즌까지 회장배 전국 남녀 피겨스케이팅 랭킹 대회에서 무려 7회 연속 금메달을 획득하였다.

## 약력

### 2011-2012 시즌
2011년 아시안 피겨 스케이팅 트로피에서 주니어 여자 싱글 부문 2위에 올랐고, 두번의 주니어 그랑프리 시리즈에 출전하여 각각 6위, 4위에 올랐다. 2011년 회장배 전국 남녀 피겨 스케이팅 랭킹 대회에서 정상에 오르면서 김연아가 홍보 대사로 활약한 제 1회 오스트리아 인스부르크 유스 동계 올림픽 출전권을 획득하였고 유스 동계 올림픽에 출전하여 4위에 올랐다. 2012년 한국 피겨스케이팅 선수권 대회에서 처음으로 트리플토룹+트리플토룹 연속 점프를 성공하였다. 박소연은 국내 여자 싱글 피겨 스케이팅 선수 중 트리플 연속 점프를 실전 무대에서 성공시킨 3번째 선수이다.

### 2012-2013 시즌
주니어 그랑프리 대표 선발전 쇼트 프로그램에서 트리플살코+트리플토룹 연속 점프를 처음으로 성공하였다. 2012년 아시안 피겨 스케이팅 트로피에서 시니어 여자 싱글 부문 1위에 올랐다. 주니어 그랑프리 2차 대회에 출전하여 쇼트 프로그램에서 2위에 올랐으나 프리 스케이팅에서 여러 차례 실수를 하며 종합 6위에 머물렀다. 4차 대회에서는 프리 스케이팅에서 더블악셀+트리플토룹을 성공하며 높은 가산점을 받았으며 2위에 올라 은메달을 획득하였다. 2012년 회장배 전국 남녀 피겨 스케이팅 랭킹 대회에서 1위에 오르며 2연속 금메달을 획득하였다. 2013년 한국선수권에 출전하여 개인종합최고점을 경신하였으며 김연아에 이어 2위에 올랐다.

### 2013-2014 시즌
주니어 그랑프리 대표 선발전 쇼트에서 55.55를 기록하며 출전 선수 중 1위를 기록해, 무난히 그랑프리 대회 대표로 선발되는 듯 했으나 프리스케이팅에서 극심하게 부진하며 8위에 올랐고, 종합 5위를 기록해 4위까지 주어지는 그랑프리 대표 선발 티켓을 놓치고 말았다. 절치부심하는 심정으로 훈련에 임한 박소연은 2012년까지 5회 연속 우승했던 회장배 랭킹대회에서 또 한번 우승을 거머쥐며 기분좋은 시작을 알렸다. 이후 2014 한국선수권에는 프리 음악을 바꿔 출전하였고, 지난해에 이어 개인종합최고점(비공인)을 경신해 김연아에 이어 2위에 올랐다. 이어진 4대륙 선수권에선 쇼트와 프리에서 약간의 실수를 범하며 종합 9위에 올랐으나 10위 안에 들면서 가능성을 엿보았다. 2014 동계 올림픽에는 김연아와 친구 김해진과 함께 국가대표로 출전했으나 쇼트에서 첫 점프인 트리플 살코와 트리플 토룹 콤비네이션을 놓치는 실수를 범해 쇼트 23위로 마감해 간신히 프리스케이팅에 진출했다. 이어진 프리스케이팅에서도 실수가 잦아 종합 142.97점을 기록하며 첫 올림픽을 21위로 마무리했다. 1달 간의 연습 후에 나선 2014 세계 선수권에선 쇼트에서 러츠 스텝 아웃 이외에 다른 실수를 범하지 않아. 57.22라는 높은 점수로 13위에 올랐다. 이후 2그룹 2번째 순서로 프리스케이팅에 나선 박소연은 비점프요소에서 레벨을 조금 받지 못했으나 다른 점프나 스텝에서 완벽에 가까운 연기를 선보였고, 119.39를 받으며 공인 최고점을 경신해 합계 176.71로 종합 9위에 올랐다. 이는 자신보다 시니어 무대에 먼저 데뷔한 일본의 무라카미 카나코, 캐나다의 케이틀린 오스먼드, 중국의 리 지준을 넘은 성적이었고, 아사다 마오, 카롤리나 코스트너, 율리아 리프니츠카야. 스즈키 아키코 등 쟁쟁한 선수들이 모두 참가한 대회라는 점에서 그 의미가 깊다. 또, 박소연은 기술점수 64.09점을 받았는데 이는 세계선수권 5위에 해당하는 점수다. 박소연은 김연아에 이어 두 번째로 종합 10위 안에 든 선수로 남게 되었다.

### 2014-2015 시즌
2014 세계 선수권에서 9위를 차지해 12위 안에 입상했으므로, 이 시즌에 피겨 그랑프리 두 대회에 출전하게 되었고 2014년 10월 그랑프리 1차 스케이트 아메리카(미국), 11월 그랑프리 4차 로스텔레콤 컵(러시아)에 초청받았다. 시즌 첫 대회는 2014년 8월 중화민국 타이베이시에서 열린 아시안 트로피였고 이 대회에서 쇼트 5위, 프리 1위로 종합 3위를 차지했다. 2014년 10월 스케이트 아메리카에서의 쇼트프로그램에서는 트리플 러츠에서의 스텝 아웃과 스텝에서 레벨 2에 그친 것 외에는 준수한 연기를 선보여 55.74점의 점수를 받아 5위에 올랐다. 그 다음날 프리스케이팅에서도 트리플 룹의 회전 부족 및 넘어짐 외에는 좋은 연기를 보이며 114.69점을 받아 총점 170.43점으로 프리 5위, 종합 5위에 올랐다. 프리스케이팅에서 기술점에서는 전체 2위에 올라 고무적인 반응을 얻기도 했다. 지난 1차 대회에 이어 11월 로스텔레콤 컵에서 쇼트프로그램 53.71을 마크하며 7위에 올랐다. 첫 점프 트리플 살코+트리플 토룹에서 토룹에서 언더 판정을 받으며 점수를 잃었고, 러츠와 기타 스핀에서도 감점을 받았다. 1그룹 마지막 순서로 프리스케이팅에 참가하였고 트리플 살코+트리플 토룹을 더블 토룹으로, 트리플 룹에서 스텝 아웃, 더블 악셀에서 언더 판정을 받아 109.53을 마크했다. 하지만 다른 선수들이 전반적으로 기술 수행이 부족했음에도 불구하고 높은 기술점수와 구성점수를 받아 총점을 높인데 비해, 박소연 선수는 큰 실수 없이 1차 대회보다 더 뛰어난 연기를 선보였음에도 오히려 구성점수에서 손해를 보고 기타 GOE에서도 수행에 비해 합당한 점수를 받지 못하며 여전히 피겨 약소국에 대한 차별이 작용하고 있는 것이 아닌가 하는 의문이 남았다. 12월 초에 열린 회장배 랭킹대회에서 또 한 번의 우승을 거머쥐며 대한민국 선수로서는 최초로 이 대회 주니어 3회, 시니어 4회, 종합 연속 7회 우승이라는 대기록을 세웠다. 1월 7일부터 열린 한국 피겨종합선수권에선 쇼트에서 클린 연기를 선보였고, 프리에서는 약간의 실수가 있었지만 총점 174.39로 이 대회 첫 우승을 차지했다. 2011~2014년 4년간 각각 김해진(2011,2012), 김연아(2013,2014)에게 밀려 2위(준우승)를 차지했다가 이번 대회 처음으로 우승을 거머쥐게 되었다. 이후 2월 서울 목동에서 열린 2015 피겨 4대륙 선수권에 출전하였고, 쇼트에선 잦은 실수를 범하여 53.47로 10위, 프리에서도 역시 실수가 있으면서 110.28로 9위, 종합 9위를 차지했다. 작년에 9위를 한데 이어 이번 해도 9위를 차지하였다. 시즌 마지막 대회인 세계선수권에 출전한 박소연은 쇼트에서 이번 시즌 새로 도전한 트리플 플립에서 넘어지면서 53.95로 15위를 차지해 다소 부진한 출발을 알렸다. 프리에선 분전했지만 점프 스텝 아웃, 스핀의 레벨을 채우지 못하는 자잘한 실수를 범하며 프리 9위, 종합 12위를 차지했다. 다행히도 12위까지 주어지는 다음 시즌 그랑프리 티켓 2장과 세계선수권 출전권 2장을 확보했지만 선수 본인에게는 다소 아쉬운 성적이었다.

### 2015-2016 시즌
지난 시즌 2015 세계 선수권에서 12위를 차지했으므로, 두 시즌 연속으로 피겨 그랑프리 두 대회에 출전하게 되었다. 2014-2015 시즌에도 첫 대회로 출전한 바 있던, 그랑프리 1차 스케이트 아메리카(미국)에 이번에도 다시 배정되었고, 11월 그랑프리 3차 컵 오브 차이나(중국)에도 배정받았다. 그러나 시니어 A급 대회에 바로 출전하는 것 보다는 B급의 챌린지 대회에 출전하는 것이 선수 본인의 상태를 확인하기 위한 좋은 방안이라 생각하여 2015 핀란디아 트로피에 먼저 나서게 되었다. 쇼트와 프리에서 실수가 잦아 108.42, 총점 159.93으로 아쉽게 4위에 랭크되었다. 10월 24-25일 양일간에 걸쳐 출전한 그랑프리 1차 스케이트 아메리카(미국)에선 쇼트 10위, 프리 9위, 종합 9위를 차지했다. 11월 7-8일 이틀에 걸쳐 나간 그랑프리 3차 컵 오브 차이나(중국)에선 쇼트 10위, 프리 6위, 종합 8위를 차지했다. 12월 초에 열린 회장배랭킹대회에서는 이 대회 디펜딩챔피언이자 시니어 무대 4회 연속 우승이라는 대기록을 가지고 있었으므로, 5회 연속 우승이 가능하리라는 전망 속에 대회에 출전했다. 그렇지만 쇼트 부진으로 우승권과 점수가 멀어졌고 아쉽게 종합 2위 준우승을 차지했다. 한편 이 대회 우승은 올 시즌 주니어 그랑프리 두 대회에서 연속으로 동메달을 딴 기대주 최다빈이 차지했다. 70회 피겨종합선수권 역시 디펜딩챔피언으로 2회 연속 우승을 차지하기 위해 출전했으나 쇼트, 프리 모두 실망스러운 경기로 종합 5위를 했다. 특히 이 대회에선 대한민국 피겨「초등 3인방(유영, 임은수, 김예림)」이 활약하며 각각 1,3,4위를 차지했다. 동계체전 대학부 여자 싱글 A조에선 자신의 약점인 쇼트를 극복하지 못했으나 프리에서 오랜만에 클린 연기를 선보이며 높은 점수로 우승했다. 한편 박소연은 랭킹전 이후 프리스케이팅을 지난 시즌의 음악인 '로미오와 줄리엣'으로 변경하였다. 2015년에 9위를 차지했던 4대륙 대회에 출전한 박소연은 약점으로 여겨지던 쇼트에서 클린 연기를 선보이며 5위를 차지했고, 이어지는 프리에선 실수가 있었지만 7위를 차지하여 종합 4위라는 대기록을 작성했다. 또한 이 대회에서 박소연은 기존에 보유하고 있던 자신의 쇼트, 총점(2014,사이타마 대회 기록)을 모두 경신하는 기록도 세웠다. 지난 대회 12위를 기록했던 2016 세계 선수권에선 쇼트와 프리 종합적인 실수가 나오면서 최종 순위 18위로 대회를 마감했다. 함께 출전했던 최다빈은 14위를 차지했고, 이로서 2013년 이후 3년 만에 세계선수권 출전 티켓은 한 장으로 줄어들고 만 아쉬운 결과를 낳았다.

### 2016-2017 시즌
시즌 첫 대회로 아시안 오픈 트로피에 출전하였으나, 시니어 들어 최악의 경기력을 보여주며 쇼트 48.02, 프리 80.93, 총점 128.95점으로 4위에 그쳤다. 이후 절치부심하여 시니어 데뷔 이래 처음으로 연속으로 대회를 출전했는데, 시즌 두번째 대회였던 롬바르디아 트로피부터는 단독점프였던 트리플 럿츠를 트리플 룹으로 바꾸고 나름의 클린 연기를 선보여 56.93점을 받아 아시안 트로피보다 나은 모습을 보여 총점 156.85점으로 5위에 올랐다. 그리고 이어지는 네벨혼 트로피에 출전을 했는데, 3-3 점프를 3-2 처리하였으나 그 외에는 큰 실수 없이 쇼트프로그램을 마무리해 55.71을 받았고, 프리스케이팅에선 더블 악셀-트리플 토로 계획한 점프를 더블 악셀-더블 토로 수행하거나 트리플 살코-더블 토-더블 룹 점프를 수행하다 더블 룹에서 넘어지는 크고 작은 실수가 있었으나 이전보다 나아진 모습을 보여주며 프리 106.24점, 총점 161.95점으로 종합 4위에 랭크되었다.
그리고 약 3주 후 열린 회장배 랭킹대회에 출전해 쇼트프로그램을 클린하며 63.19점으로 1위에 올랐다. 하지만 체력적인 문제로 프리스케이팅에서 잦은 실수를 하며 108.92점을 받았고, 총점 172.11점을 받아 4위에 머물렀다. 랭킹대회 일주일 후 바로 그랑프리 1차대회 <스케이트 아메리카>에 출전했다. 쇼트에선 룹에서의 언더 판정으로 58.16점을 받았으나, 구성점수에서 좋은 평가를 받아 의미가 있는 성과였다. 하지만 프리에서의 잦은 실수로 종합 8위를 차지했다. 이어지는 4차대회 <트로피 데 프랑스>에 출전한 박소연은 쇼트에서의 클린 연기로 64.89, 프리에서도 러츠 실수를 제외하곤 좋은 모습을 보여주어 120.30 총점 185.19 점으로 자신의 쇼트, 개인, 총점 기록을 모두 갱신하였으며 김연아 이후 처음으로 180점대를 돌파한 선수가 되었다.
프랑스 대회의 기쁨도 잠시, 다리에 철심을 박을 정도로 큰 골절 부상을 입어 수술을 받게 되었다. 이 때문에 종합선수권을 비롯해 4대륙 대회, 아시안 게임, 세계 선수권 등 주요 대회에 모두 출전을 포기하게 되었다. 시즌 초반 부진을 딛고 후반부 들어 좋은 모습을 보여주던 선수 본인에게나 팬들에게나 너무나 아쉬운 시즌이었다. 박소연의 대타로 2017년 동계 아시안 게임에 참가한 최다빈은 피겨 여자 싱글 금메달을 획득했다. 

### 2017-2018 시즌
부상 회복이 더뎌 1차 랭킹전에 출전했으나, 부진하여 6위에 랭크되었다. 당초 그랑프리 두 대회 중 첫 대회인 <로스텔레콤 컵> 대회에 기권하였고, 4차대회인 <NHK 트로피> 대회엔 출전하였으나 부상 회복 중이라 좋은 경기 모습을 보여주지 못하고 최종 12위를 차지했다. 12월 초 열린 피겨스케이팅 올림픽 국가대표 2차 선발전에선 부상 중임에도 불구하고 혼신의 연기로 종합 7위를 차지했다. 아쉽게도 평창 올림픽 티켓의 가시권에서는 멀어졌지만 실수가 잦아서 힘들어 했던 프리스케이팅에서 더블 악셀+트리플 토룹의 넘어지는 실수를 제외하곤 클린 연기를 선보여 다음에 있을 종합 선수권 대회에서의 활약을 기대하게 했다.

### 은퇴
2019년 6월에 현역 은퇴를 선언했다.
2021년 회장배에서 SPOTV, 2025년 종합선수권에서 KBS의 해설위원을 맡았다. 그러나 해설에서 악평을 받아 2025년 동계 아시안 게임에서 KBS의 해설진은 박소연에서 김예림으로 교체됐다.
2025년 2월 16일 우즈베키스탄 남자 피겨스케이팅 국가대표 출신 선수인 미샤 지와 결혼했다.

## 스케이팅 기술
- 박소연은 트리플 악셀(3회전 반)을 제외한 다섯종류의 트리플 점프를 모두 습득했다.
- 2011-2012 시즌에 처음 더블악셀+트리플토룹 연속 점프를 프로그램에 넣어 성공하였고, 2012-2013 시즌에 트리플살코+트리플토룹 연속 점프를 프로그램에 넣어 성공하였다.
- 2013-2014 시즌에 트리플 살코+트리플 토룹을 성공시켰고, 프리스케이팅에서 트리플 러츠, 트리플 플립, 트리플 룹, 트리플 살코, 트리플 토룹의 다섯종류 트리플을 구성해 모두 성공시켰다.
- 2014-2015 시즌에 트리플 살코+트리플 토룹을 성공시켰고, 프리스케이팅에서 트리플 러츠, 트리플 플립, 트리플 룹, 트리플 살코, 트리플 토룹의 다섯종류 트리플을 구성해 수행하고 있다.
- 2015-2016 시즌에 트리플 살코+트리플 토룹을 성공시켰고, 프리스케이팅에서 트리플 러츠, 트리플 플립, 트리플 룹, 트리플 살코, 트리플 토룹의 다섯종류 트리플을 구성해 수행하고 있다.
- 2016-2017 시즌에 트리플 살코+트리플 토룹을 성공시켰고, 프리스케이팅에서 트리플 러츠, 트리플 플립, 트리플 룹, 트리플 살코, 트리플 토룹의 다섯종류 트리플을 구성해 수행하고 있다.

## 프로그램
| 시즌      | 쇼트 프로그램                                                                          | 프리 스케이팅 | 갈라 프로그램                                                             |
| --------- | -------------------------------------------------------------------------------------- | --- | ------------------------------------------------------------------------- |
| 2017-2018 | 영화 블랙스완 (Black Swan, 2010) OST 클런트 만셀 작곡                                  | 아랑후에스 협주곡 (Aranjuez Mon Amour) 호아킨 로드리고 작곡, 나나 무스꾸리 노래                                                                   |                                                                           |
| 2016-2017 | 영화 황금팔을 가진 사나이 (The man with the golden arm, 1955) OST 엘머 번스타인 작곡   | 아랑후에스 협주곡 (Aranjuez Mon Amour) 호아킨 로드리고 작곡, 나나 무스꾸리 노래                                                                   | 어메이징 그레이스 (Amazing Grace)                                         |
| 2015-2016 | 블랙 오르페우스 (Black Orpheus) 루이즈 본파 (Luiz Bonfa) 작곡, 레이 브라운 트리오 연주 | 영화 로미오와 줄리엣 (Romeo & Juliet, 2013) OST 아벨 코제니오프스키 작곡 레드 바이올린 (The Red Violin) 존 코릴리아노 (John Corigliano) 작곡      | Dear future husband 메건 트레이너 노래 메건 트레이너 작곡                 |
| 2014-2015 | 서주와 론도 카프리치오소 (Introduction and Rondo Capriccioso) 카미유 생상스 작곡       | 영화 로미오와 줄리엣 (Romeo & Juliet, 2013) OST 아벨 코제니오프스키 작곡                                                                          | I Dreamed a Dream 레 미제라블의 OST (Glee Ver.) 클로드 미셸 쇤베르그 작곡 |
| 2013-2014 | 백조 (The Swan) 동물의 사육제 중 카미유 생상스 작곡                                    | 파가니니 주제에 의한 광시곡 (rhapsody on a theme of paganini op.43) 세르게이 라흐마니노프 작곡 가부키 어택(Kabuki Attack) 영화 As you like it OST | I Dreamed a Dream 레 미제라블의 OST (Glee Ver.) 클로드 미셸 쇤베르그 작곡 |
| 2012-2013 | 피아노 3중주 2악장 A 단조 (Piano Trio in A minor No.2) 모리스 라벨 작곡                | 웨스트 사이드 스토리 모음곡 (West side story) 레너드 번스타인 작곡, 조슈아 벨 편곡                                                                | Poème 시크릿 가든 작곡                                                    |
| 2011-2012 | Poème 시크릿 가든 작곡                                                                 | 골든 에이지 크레이그 암스트롱 작곡 | They Can't Take That Away from Me 페기 리 노래 조지 거쉰 작곡             |
| 2010–2011 | 차르다쉬 (Czardas) 비토리오 몬티 작곡                                                  | 말라게냐 (Malagueña') 에르네스토 레쿠오나 작곡 | 록시 뮤지컬 시카고 중 존 캔더 작곡                                        |
| 2009–2010 | 카루셀 왈츠 (Carousel Waltz) 뮤지컬 카루셀 중 리처드 로저스 작곡                       | 영화 옌틀 (Yentl) OST 미셸 르그랑 작곡 | 원스 어폰 어 디셈버 애니메이션 아나스타샤 중 스티븐 플래허티 작곡         |
| 2008–2009 | 칼린카 (Калинка) 러시아 민속음악                                                       | It Ain't Necessarily So 조지 거슈윈 작곡 | 소 롱, 페어웰 영화 사운드 오브 뮤직 중 리처드 로저스 작곡                 |
| 2007–2008 | 백조 (The Swan) 동물의 사육제 중 카미유 생상스 작곡                                    | 아라고네이즈 (Aragonaise) 카르멘 중 조르주 비제 작곡                                                                                              |                                                                           |

## 대회 기록

### 주요 경기 결과
| 결과                        | 결과              | 결과              | 결과              | 결과              | 결과              | 결과              | 결과              | 결과              | 결과              | 결과              |
| 국제대회 : 시니어           | 국제대회 : 시니어 | 국제대회 : 시니어 | 국제대회 : 시니어 | 국제대회 : 시니어 | 국제대회 : 시니어 | 국제대회 : 시니어 | 국제대회 : 시니어 | 국제대회 : 시니어 | 국제대회 : 시니어 | 국제대회 : 시니어 |
| 대회/시즌                   | 2008-09           | 2009-10           | 2010-11           | 2011-12           | 2012-13           | 2013-14           | 2014-15           | 2015-16           | 2016-17           | 2017-18           |
| --------------------------- | ----------------- | ----------------- | ----------------- | ----------------- | ----------------- | ----------------- | ----------------- | ----------------- | ----------------- | ----------------- |
| 동계 올림픽                 |                   |                   |                   |                   |                   | 21                |                   |                   |                   |                   |
| 세계 선수권                 |                   |                   |                   |                   |                   | 9                 | 12                | 18                |                   |                   |
| 4대륙 선수권                |                   |                   |                   |                   |                   | 9                 | 9                 | 4                 | WD                | 11                |
| 그랑프리 스케이트 아메리카  |                   |                   |                   |                   |                   |                   | 5                 | 9                 | 8                 |                   |
| 그랑프리 로스텔레콤 컵      |                   |                   |                   |                   |                   |                   | 5                 |                   |                   |                   |
| 그랑프리 컵 오브 차이나     |                   |                   |                   |                   |                   |                   |                   | 8                 |                   |                   |
| 그랑프리 NHK 트로피         |                   |                   |                   |                   |                   |                   |                   |                   |                   | 12                |
| 그랑프리 트로피 데 프랑스   |                   |                   |                   |                   |                   |                   |                   |                   | 5                 |                   |
| 핀란디아 트로피             |                   |                   |                   |                   |                   |                   |                   | 4                 |                   |                   |
| 롬바르디아 트로피           |                   |                   |                   |                   |                   |                   |                   |                   | 5                 |                   |
| 네벨혼 트로피               |                   |                   |                   |                   |                   |                   |                   |                   | 4                 |                   |
| 아시안 트로피               |                   |                   |                   | 2 J.              | 1                 |                   | 3                 |                   | 4                 |                   |
| 국제대회 : 주니어 , 노비스  |                   |                   |                   |                   |                   |                   |                   |                   |                   |                   |
| 주니어 세계 선수권          |                   |                   |                   |                   | 12 J.             |                   |                   |                   |                   |                   |
| 주니어 그랑프리 터키        |                   |                   |                   |                   | 2                 |                   |                   |                   |                   |                   |
| 주니어 그랑프리 미국        |                   |                   |                   |                   | 6                 |                   |                   |                   |                   |                   |
| 주니어 그랑프리 이탈리아    |                   |                   |                   | 4                 |                   |                   |                   |                   |                   |                   |
| 주니어 그랑프리 오스트리아  |                   |                   |                   | 6                 |                   |                   |                   |                   |                   |                   |
| 동계 청소년 올림픽          |                   |                   |                   | 4 J.              |                   |                   |                   |                   |                   |                   |
| 동계 청소년 올림픽 (팀경기) |                   |                   |                   | 3 J.              |                   |                   |                   |                   |                   |                   |
| 동계 청소년 대회            |                   |                   | 2 N.              |                   |                   |                   |                   |                   |                   |                   |
| 환태평양 대회               |                   | 1 N.              |                   |                   |                   |                   |                   |                   |                   |                   |
| 국내대회                    |                   |                   |                   |                   |                   |                   |                   |                   |                   |                   |
| 한국 선수권 (종합선수권)    | 2 J.              | 3                 | 2                 | 2                 | 2                 | 2                 | 1                 | 5                 | WD                | 5                 |
| 회장배 랭킹대회             | 1 J.              | 1 J.              | 1 J.              | 1                 | 1                 | 1                 | 1                 | 2                 | 4                 | 7                 |
| 동계 체육대회 (동계체전)    | 1 J.(초)          | 2 (초)            | 2 (중)            | 2 (중)            | 1 (중)            | 1 (고)            | 1 (고)            | 1 (대)            |                   |                   |
| 종별 선수권                 | 1 J.(초)          | 1 (중)            | 2 (중)            |                   |                   |                   |                   |                   |                   |                   |
| 주니어 그랑프리 선발전      |                   |                   |                   | 2                 | 1                 | 5                 |                   |                   |                   |                   |
| 꿈나무 대회                 | 1 N.(4급)         | 2 (7급)           |                   |                   |                   |                   |                   |                   |                   |                   |
| J. = 주니어; N. = 노비스    |                   |                   |                   |                   |                   |                   |                   |                   |                   |                   |

### 경기 세부 결과
| 2017-2018 시즌         | 2017-2018 시즌                                                | 2017-2018 시즌 | 2017-2018 시즌 | 2017-2018 시즌 |
| 날짜                   | 대회                                                          | 쇼트           | 프리           | 총점           |
| ---------------------- | ------------------------------------------------------------- | -------------- | -------------- | -------------- |
| 2018년 1월 6일 – 8일   | 2018 제 72회 한국 피겨스케이팅 선수권 대회                    | 5 62.74        | 6 113.83       | 5 176.57       |
| 2017년 12월 1일 – 3일  | 2017 피겨스케이팅 올림픽 국가대표 2차 선발전                  | 7 55.24        | 6 107.34       | 7 162.58       |
| 2017년 11월 10일 –12일 | 그랑프리 4차, NHK 트로피                                      | 11 51.54       | 12 84.25       | 12 135.79      |
| 2017년 6월 28일 – 30일 | 2017 피겨스케이팅 올림픽 국가대표 1차 선발전 (대한민국, 서울) | 2 60.51        | 6 88.64        | 6 149.15       |

| 2016-2017 시즌          | 2016-2017 시즌                  | 2016-2017 시즌 | 2016-2017 시즌 | 2016-2017 시즌 | 2016-2017 시즌 |
| 날짜                    | 대회                            | 쇼트           | 프리           | 총점           |                |
| ----------------------- | ------------------------------- | -------------- | -------------- | -------------- | -------------- |
| 2016년 11월 13일 – 15일 | 그랑프리 4차, 트로피 데 프랑스  | 6 64.89        | 4 120.30       | 5 185.19       |                |
| 2016년 10월 23일 – 25일 | 그랑프리 1차, 스케이트 아메리카 | 7 58.16        | 8 103.20       | 8 161.36       |                |
| 2016년 10월 14일 – 16일 | 회장배 랭킹대회                 | 1 63.19        | 5 108.92       | 4 172.11       |                |
| 2016년 9월 22일 – 24일  | 네벨혼 트로피(독일)             | 5 55.71        | 4 106.24       | 4 161.95       |                |
| 2016년 9월 8일 –11일    | 롬바르디아 트로피(이탈리아)     | 4 56.93        | 5 99.92        | 5 156.85       |                |
| 2016년 8월 4일 – 7일    | 아시안 트로피                   | 3 48.02        | 4 80.93        | 4 128.95       |                |

| 2016년 3월 28일 – 4월 3일 | 세계 선수권 (보스턴)            | 22 52.27 | 18 101.97 | 18 154.24 |
| 2016년 2월 16일 – 21일    | 4대륙 선수권 (타이페이 시티)    | 5 62.49  | 7 116.43  | 4 178.92  |
| 2016년 2월 1일 - 4일      | 제97회 동계 체육대회            | 1 48.82  | 1 125.56  | 1 174.38  |
| 2016년 1월 8일 - 10일     | 제70회 종합 선수권              | 6 55.34  | 6 105.73  | 5 161.07  |
| 2015년 12월 4일 - 6일     | 회장배 랭킹대회                 | 5 52.39  | 1 115.25  | 2 167.64  |
| 2015년 11월 6일 – 8일     | 그랑프리 3차, 컵 오브 차이나    | 10 52.47 | 6 111.81  | 8 164.28  |
| 2015년 10월 23일 – 25일   | 그랑프리 1차, 스케이트 아메리카 | 10 53.78 | 9 105.88  | 9 159.66  |
| 2015년 10월 8일 – 11일    | 핀란디아 트로피                 | 6 51.51  | 3 108.42  | 4 159.93  |

| 2014-2015 시즌          | 2014-2015 시즌                  | 2014-2015 시즌 | 2014-2015 시즌 | 2014-2015 시즌 | 2014-2015 시즌 |
| 날짜                    | 대회                            | 쇼트           | 프리           | 총점           |                |
| ----------------------- | ------------------------------- | -------------- | -------------- | -------------- | -------------- |
| 2015년 3월 23일 – 29일  | 세계 선수권 (상하이)            | 15 53.95       | 9 106.80       | 12 160.75      |                |
| 2015년 2월 24일 – 28일  | 제96회 동계 체육대회            | 2 49.90        | 1 106.78       | 1 156.68       |                |
| 2015년 2월 9일 – 15일   | 4대륙 선수권 (목동)             | 10 53.47       | 9 110.28       | 9 163.75       |                |
| 2015년 1월 7일 – 9일    | 제69회 종합 선수권              | 1 60.40        | 1 113.99       | 1 174.39       |                |
| 2014년 12월 5일 – 7일   | 회장배 랭킹대회                 | 1 55.95        | 1 115.88       | 1 171.83       |                |
| 2014년 11월 14일 – 16일 | 그랑프리 4차, 로스텔레콤 컵     | 7 53.71        | 4 109.53       | 5 163.24       |                |
| 2014년 10월 24일 – 26일 | 그랑프리 1차, 스케이트 아메리카 | 5 55.74        | 5 114.69       | 5 170.43       |                |
| 2014년 8월 6일 – 10일   | 아시안 트로피                   | 5 49.20        | 1 111.29       | 3 160.49       |                |

| 2013-2014 시즌              | 2013-2014 시즌                   | 2013-2014 시즌 | 2013-2014 시즌 | 2013-2014 시즌 | 2013-2014 시즌 |
| 날짜                        | 대회                             | 레벨           | 쇼트           | 프리           | 총점           |
| --------------------------- | -------------------------------- | -------------- | -------------- | -------------- | -------------- |
| 2014년 3월 26일 – 30일      | 세계 선수권 (사이타마)           | 시니어         | 13 57.22       | 9 119.39       | 9 176.61       |
| 2014년 2월 26일 – 3월 1일   | 제95회 동계 체육대회             | 시니어         | 1 58.87        | 1 103.91       | 1 162.78       |
| 2014년 2월 6일 – 22일       | 동계 올림픽 (소치)               | 시니어         | 23 49.14       | 19 93.83       | 21 142.97      |
| 2014년 1월 20일 – 26일      | 4대륙 선수권 (타이페이 시티)     | 시니어         | 8 55.91        | 9 106.80       | 9 162.71       |
| 2014년 1월 3일 – 5일        | 제68회 종합 선수권               | 시니어         | 5 52.31        | 2 125.86       | 2 178.17       |
| 2013년 11월 22일 – 24일     | 회장배 랭킹대회                  | 시니어         | 1 55.29        | 1 114.19       | 1 169.48       |
| 2013년 8월 3일 – 4일        | 주니어 그랑프리 선발전           | 주니어         | 1 55.55        | 8 79.41        | 5 134.96       |
| 2012-2013 시즌              |                                  |                |                |                |                |
| 날짜                        | 대회                             | 레벨           | 쇼트           | 프리           | 총점           |
| 2013년 2월 25일 – 3월 3일   | 주니어 세계선수권                | 주니어         | 14 47.24       | 12 88.14       | 12 135.38      |
| 2013년 2월 18일 – 21일      | 제94회 동계 체육대회             | 시니어         | 1 54.42        | 1 100.18       | 1 154.60       |
| 2013년 1월 4일 – 6일        | 제67회 종합 선수권               | 시니어         | 3 53.20        | 2 108.68       | 2 161.88       |
| 2012년 11월 2일 – 4일       | 회장배 랭킹대회                  | 시니어         | 1 51.60        | 1 95.73        | 1 147.33       |
| 2012년 9월 19일 – 22일      | 주니어 그랑프리, 터키            | 주니어         | 1 51.45        | 3 93.32        | 2 144.77       |
| 2012년 8월 29일 – 9월 1일   | 주니어 그랑프리, 미국            | 주니어         | 2 52.33        | 7 85.04        | 6 137.37       |
| 2012년 8월 8일 – 12일       | 아시안 트로피                    | 시니어         | 1 49.67        | 1 86.46        | 1 136.13       |
| 2012년 8월 4일 – 5일        | 주니어 그랑프리 선발전           | 주니어         | 2 53.56        | 1 101.07       | 1 154.63       |
| 2011-2012 시즌              |                                  |                |                |                |                |
| 날짜                        | 대회                             | 레벨           | 쇼트           | 프리           | 총점           |
| 2012년 2월 14일 – 17일      | 제93회 동계 체육대회             | 시니어         | 1 50.42        | 2 89.13        | 2 139.55       |
| 2012년 1월 14일 – 22일      | 동계 청소년 올림픽 (팀경기)      | 주니어         | –              | 1 96.84        | 3 (합산)       |
| 2012년 1월 14일 – 22일      | 동계 청소년 올림픽               | 주니어         | 5 48.37        | 4 88.23        | 4 136.60       |
| 2012년 1월 6일 – 8일        | 제66회 종합 선수권               | 시니어         | 2 51.43        | 3 93.16        | 2 144.59       |
| 2011년 11월 24일 – 25일     | 회장배 랭킹대회                  | 시니어         | 1 53.70        | 1 99.00        | 1 152.70       |
| 2011년 10월 5일 – 8일       | 주니어 그랑프리, 이탈리아        | 주니어         | 4 49.06        | 4 95.65        | 4 144.71       |
| 2011년 9월 28일 – 10월 1일  | 주니어 그랑프리, 오스트리아      | 주니어         | 8 46.27        | 6 84.92        | 6 131.19       |
| 2011년 8월 23일 – 26일      | 아시안 트로피                    | 주니어         | 3 43.40        | 2 82.30        | 2 125.70       |
| 2011년 8월 3일 – 4일        | 주니어 그랑프리 선발전           | 주니어         | 4 41.84        | 2 84.26        | 2 126.10       |
| 2010-2011 시즌              |                                  |                |                |                |                |
| 날짜                        | 대회                             | 레벨           | 쇼트           | 프리           | 총점           |
| 2011년 4월 12일 – 15일      | 제53회 종별 선수권               | 시니어         | 2 45.02        | 2 86.91        | 2 131.93       |
| 2011년 2월 10일 – 13일      | 제92회 동계 체육대회             | 시니어         | 2 46.66        | –              | 2 46.66        |
| 2011년 1월 27일 – 30일      | ICG 캘로나 동계 국제 청소년 대회 | 노비스         | 1 39.33        | 5 49.09        | 2 88.42        |
| 2011년 1월 14일 – 16일      | 제65회 종합 선수권               | 시니어         | 2 48.82        | 2 93.47        | 2 142.29       |
| 2010년 10월 29일 – 30일     | 회장배 랭킹대회                  | 주니어         | 1 45.92        | 1 86.11        | 1 132.03       |
| 2009-2010 시즌              |                                  |                |                |                |                |
| 날짜                        | 대회                             | 레벨           | 쇼트           | 프리           | 총점           |
| 2010년 4월 8일 – 11일       | 제52회 종별 선수권               | 시니어         | 1 52.28        | 1 88.01        | 1 140.29       |
| 2010년 2월 2일 – 4일        | 제91회 동계 체육대회             | 시니어         | 2 47.94        | 2 85.82        | 2 133.76       |
| 2010년 1월 9일 – 10일       | 제64회 종합 선수권               | 시니어         | 4 42.78        | 3 84.99        | 3 127.77       |
| 2009년 12월 19일 – 20일     | 제11회 꿈나무대회                | 시니어         | 2 43.73        | 2 80.35        | 2 124.08       |
| 2009년 11월 7일 – 8일       | 회장배 랭킹대회                  | 주니어         | 1 45.22        | 1 84.38        | 1 129.60       |
| 2009년 8월 28일 – 30일      | 환태평양 대회                    | 노비스         | 1 44.50        | 1 62.93        | 1 107.43       |
| 2008-2009시즌               |                                  |                |                |                |                |
| 날짜                        | 대회                             | 레벨           | 쇼트           | 프리           | 총합           |
| 2009년 4월 3일 – 5일        | 제51회 종별 선수권               | 주니어         | 1 41.58        | 1 74.11        | 1 115.69       |
| 2009년 2월 10일 – 13일      | 제90회 동계 체육대회             | 주니어         | 1 39.20        | 1 69.24        | 1 108.44       |
| 2009년 1월 9일 – 10일       | 제63회 종합 선수권               | 주니어         | 2 37.18        | 2 65.85        | 2 103.03       |
| 2008년 10월 31일 – 11월 1일 | 회장배 랭킹대회                  | 주니어         | 1 38.30        | 1 59.99        | 1 98.29        |
| 2008년 10월 1일 – 2일       | 제10회 꿈나무대회                | 노비스         |                |                | 1 97.43        |

- 개인 최고점은 볼드처리

## 가족 관계
- 박소연의 아버지는 경륜선수 박종석이다.[2]

## 같이 보기
- 김연아
- 김해진